# Jane Henson
Jane Ann Henson (nombre de soltera, Nebel; Nueva York, 16 de junio de 1934 – Greenwich (Connecticut), 2 de abril de 2013) fue una marionetista estadounidense y mujer de Jim Henson.

## Biografía
Jane Ann Nebel se encontró con Henson cuando ella era estudiante de último año y él un estudiante de primer año en la Universidad de Maryland.
Jane y Jim Henson trabajaron juntos en el programa de televisión en director Sam and Friends, done Jane colaboró con Jim en la realización de  Muppets e ideando varias de las innovaciones técnicas del espectáculo, incluido el uso de monitores de televisión para ver sus actuaciones en tiempo real. Cuando, a finales de los 60, Jim viajó por toda Europa con el show Sam and Friends, Jane fue la que llevó el espectáculo, con la auyuda de la clase de UMD.
"Entre las primeras de sus asignaciones en el WRC estaba Afternoon, un programa de revistas dirigido a las amas de casa. Esto marcó su primera colaboración con Jane Nebel, la mujer que más tarde se convirtió en su esposa." Ellos no empezaron a salir hasta que Jim volvió de Europa donde trabajó durante meses para inspirarse en los marionetistas europeos que consideran su trabajo como una forma de arte. Se casaron el 20 de mayo de 1959 en Salisbury (Maryland).
Dejó el trabajo a tiempo completo a principios de la década de 1960 para criar a sus hijos, Jim contrató a Jerry Juhl y Frank Oz para substitutirla. De hecho, ayudó al recién contratado Frank Oz a que aprendiera la sincronización de labios, y se centró en preparar las marionetas no parlantes de Sesame Street hasta al menos los años ochenta. Jane también fue responsable de contratar al marionetista Steve Whitmire (que más tarde se haría cargo de la interpretación de Kermit the Frog y  Ernie de "Sesame Street" después de la muerte de Jim Henson en 1990) en 1978 después de que le diera una audición improvisada en un restaurante del aeropuerto de Atlanta.
En 1990, la Henson Company llegó a un acuerdo con Disney para presentar un espectáculo en vivo: Here Come The Muppets, en Disney/MGM Studio. Jane fue la principal desarrolladora en la formación de artistas y la creación de perfiles para las versiones walk-around de los Muppets. Pudo compartir el espíritu Henson de los diez personajes que se unieron a Disney en ese momento: Kermit the Frog, Miss Piggy, Fozzie Bear, Gonzo the Great, Bean Bunny, así como cinco miembros de la Electric Mayhem Band.
En los últimos años de su vida, Jane concibió la idea de marionetas estilizadas basado en las corales de Gospel. Junto a un grupo reducido de colaboradores, creó una pieza teatral con títeres de figuras de pesebre de mesa construidos por la  Jim Henson Creature Shop. Jane Henson's Nativity Story se estrenó en el Festival de Títeres de Orlando 2010. Después de la muerte de Jane Henson en 2013, las viñetas del espectáculo teatral se utilizaron en el especial de televisión de CBS "A New York Christmas to Remember", narrado por Regis Philbin. Un homenaje a Henson por parte de familiares y amigos y retrnasmitido a nivel nacional.

## Vida personal
Jane y Jim Henson se casaron en 1959 y tuvieron cinco hijos: Lisa (1960), Cheryl (1961), Brian (1963), John (1965–2014), y Heather Henson (1970). Jane y Jim se separaron en 1986, aunque siguieron trabajando juntos en 1990. En 1992, estableció The Jim Henson Legacy para preservar y perpetuar el trabajo de su esposo. Formó parte de las juntas directivas de la Fundación Jim Henson y del Centro Americano para la Televisión Infantil..

## Enfermedad y muerte
El 20 de marzo de 2013, su hija Cheryl reveló que su madre sufría cáncer y que estaba paralizada. Jane Henson moriría de esta enfermedad en su casa en Greenwich (Connecticut), el 2 de abril de 2013 a la edad de 78 años.